# Jean Börlin
 (août 2025).
Si vous disposez d'ouvrages ou d'articles de référence ou si vous connaissez des sites web de qualité traitant du thème abordé ici, merci de compléter l'article en donnant les références utiles à sa vérifiabilité et en les liant à la section « Notes et références ».
Jean Börlin est un danseur et chorégraphe suédois né à Härnösand le 13 mars 1893 et mort à New York le 6 décembre 1930. Il a travaillé avec Michel Fokine qui fut son professeur à Stockholm.

## Biographie
Jean Börlin était très apprécié de Michel Fokine, qui dira plus tard du danseur suédois « Il est celui qui me ressemble le plus ! Une nature ! Une extase ! Le sacrifice fanatique d'un corps meurtri afin de donner le maximum de l'expression chorégraphique ».
Formé à l'école du Ballet royal suédois, il entre dans la troupe en 1905 et est nommé premier danseur par Fokine en 1913. Il rejoint son maître à Copenhague en 1918, puis voyage en Europe et découvre la danse moderne.
Recommandé par Fokine, il est engagé aux Ballets suédois, fraîchement constitués par Rolf de Maré. Cette étape marquera ses débuts de chorégraphe, puisque la grande majorité des chorégraphies des Ballets suédois portent son nom. Il danse pour la compagnie à une époque où elle est en constante concurrence avec les Ballets russes de Serge de Diaghilev.
À partir de 1920, il assume les fonctions de danseur principal, professeur, maître de ballet et chorégraphe. Salué par la critique française, Börlin est considéré comme le successeur de Vaslav Nijinski.

### Après le Ballet suédois
Le Ballet suédois a été fortement critiqué en Suède en raison de la relation homosexuelle entre de Maré et Börlin, qui était largement connue. En 1925, le Ballet suédois est dissous et la relation entre de Maré et Börlin prend fin. À l'âge de 32 ans, Börlin était devenu très dépendant de l'alcool et d'autres drogues. Il a pris du poids, ce qui l'empêche de danser. Ses détracteurs l'ont attaqué pour cela. Börlin était également acteur, jouant le rôle d'un commis timide dans Le Voyage imaginaire du réalisateur René Clair, mais il avait déjà joué dans le court métrage artistique Entr'acte de Clair et, en 1923, il avait tourné quelques scènes de danse pour L'Inhumaine de Marcel L'Herbier.
Il continue à mettre en scène ses propres projets de danse. Cependant, il ne reçoit plus de critiques favorables et, selon des sources proches, il devient dépressif et malheureux. Pendant un certain temps, il possède un studio de danse à Paris, où dansent Nils von Dardel et Ingrid, la fille de Thora Klinckowström. À la fin des années 1920, il décide de se rendre à New York pour tenter d'y commencer une nouvelle vie. À cette époque, cependant, sa santé est fragile et il apprend qu'il souffre d'une jaunisse chronique. Les médecins conseillent à Börlin d'arrêter complètement de danser. Mais Börlin ne suit pas ce conseil et fonde un nouvel institut de danse. Le 6 décembre 1930, à l'âge de 37 ans, Börlin décède des suites d'une insuffisance hépatique survenue trois jours plus tôt. Börlin est enterré au cimetière du Père-Lachaise (89e division) à Paris.

## Principales chorégraphies

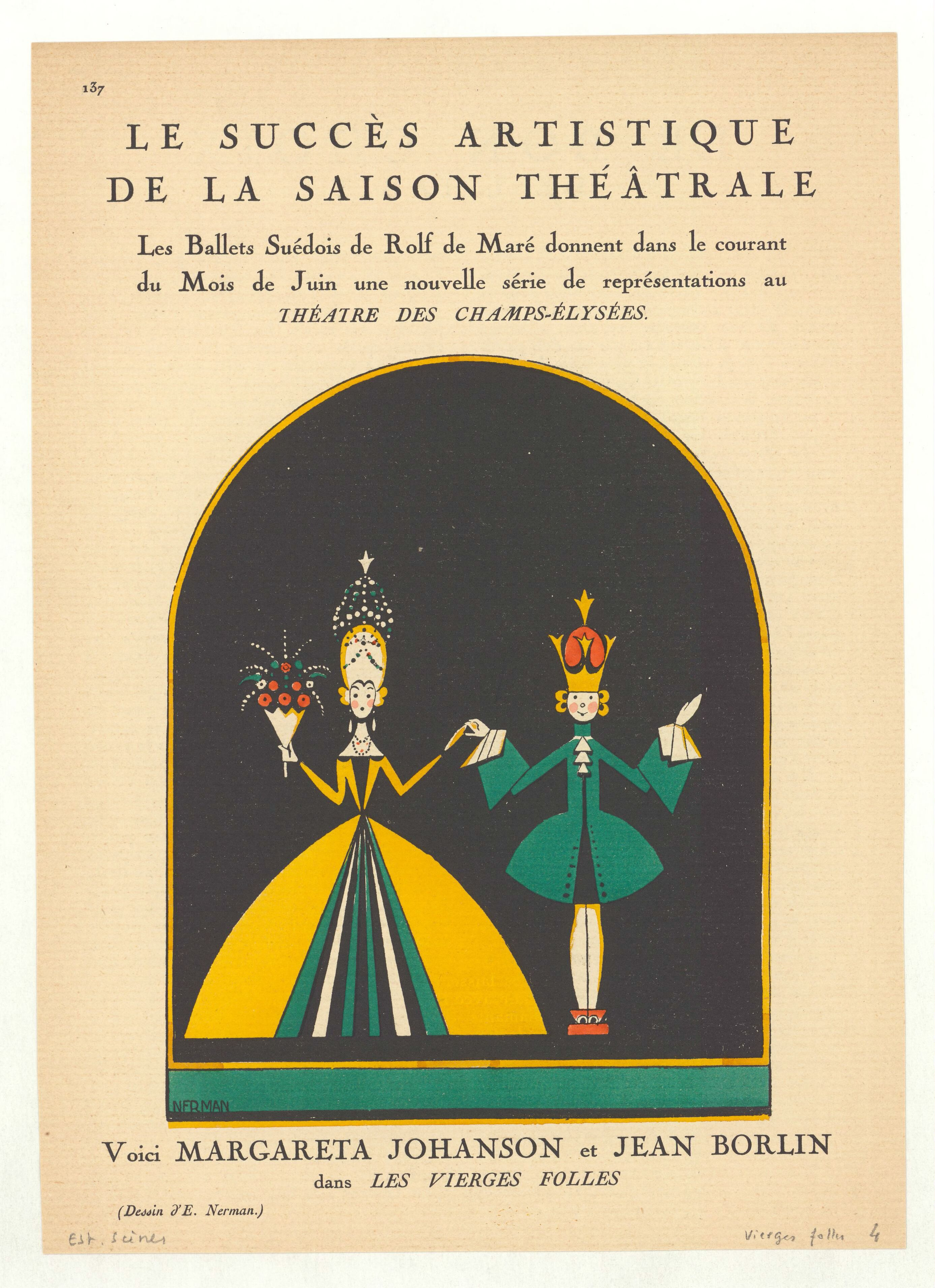
Les Vierges folles (1920).

- 1920 : Sculpture nègre (25 mars, musique de Francis Poulenc, costumes de Paul Colin)
- 1920 : Jeux (25 octobre, musique de Claude Debussy, décors de Pierre Bonnard)
- 1920 : Iberia (25 octobre, musique d'Isaac Albeniz)
- 1920 : Dervishes (25 octobre, musique d'Alexandre Glazounov, décor de Georges Mouveau )
- 1920 : Nuit de Saint-Jean (25 octobre, musique de Hugo Alfvén)
- 1920 : Maison de fous (8 novembre, musique de Viking Dahl)
- 1920 : Le Tombeau de Couperin (8 novembre, musique de Maurice Ravel, décors et costumes de Pierre Laprade)
- 1920 : El Greco (18 novembre, musique de Désiré-Émile Inghelbrecht, décor de Georges Mouveau)
- 1920 : Les Vierges folles (18 novembre, musique de Kurt Atterberg et Einar Nerman)
- 1921 : La Boîte à joujoux (15 février, musique de Claude Debussy)
- 1921 : L'Homme et son désir (6 juin, livret de Paul Claudel, musique de Darius Milhaud)
- 1921 : Les Mariés de la tour Eiffel (18 juin, livret de Jean Cocteau, musique du Groupe des Six)
- 1922 : Skating-Rink (20 janvier, livret de Ricciotto Canudo, musique d'Arthur Honegger, décors et scénographie de Fernand Léger)
- 1923 : Within the Quota (25 octobre, musique de Cole Porter, décors et costumes de Gerald Murphy)
- 1923 : Le Marchand d'oiseaux (25 mai, livret d'Hélène Perdriat, musique de Germaine Tailleferre)
- 1923 : La Création du monde (25 octobre, livret de Blaise Cendrars, musique de Darius Milhaud, décors de Fernand Léger)
- 1924 : Relâche (4 décembre, musique d'Erik Satie, décors de Francis Picabia)
- 1924 : Le Tournoi singulier (19 novembre, livret d'après Louise Labé, musique de Roland-Manuel)
- 1924 : La Jarre (19 novembre, livret d'après Luigi Pirandello, musique d'Alfredo Casella, décors et costumes de Giorgio de Chirico)
- 1929 : Le Cercle éternel (24 décembre, musique d'Alexandre Tansman, décors et costumes de Serge Gladky)

## Filmographie
- 1924 : Entr'acte de René Clair : le chasseur au chapeau tyrolien / le prestidigitateur
- 1924 : L'Inhumaine de Marcel L'Herbier
- 1924 : Le Voyage imaginaire de René Clair : Jean